# Linea Gustav

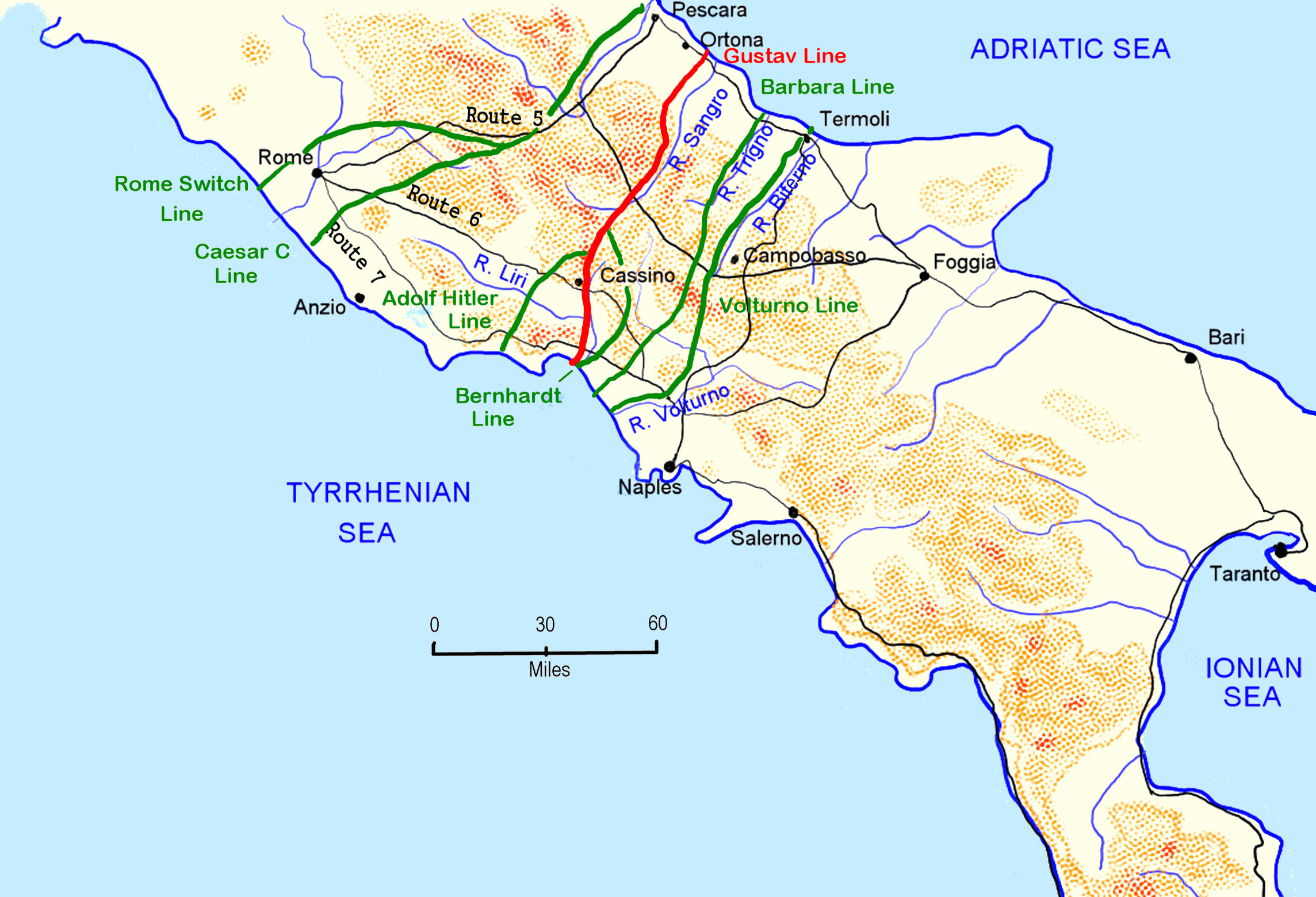
Mappa della linea Gustav

La linea Gustav (o "linea invernale") fu una linea fortificata difensiva approntata in Italia su disposizione di Hitler del 4 ottobre 1943 dall'organizzazione Todt durante la campagna d'Italia nella seconda guerra mondiale. Il nome deriva dalla compitazione della lettera "G" nell'alfabeto tedesco.
Divideva in due la penisola italiana: a nord le truppe tedesche (nel territorio formalmente in mano alla Repubblica Sociale Italiana), a sud gli Alleati; si estendeva dalla foce del fiume Garigliano, al confine tra Lazio e Campania, fino a Ortona, comune costiero abruzzese in provincia di Chieti, passando per Cassino, le Mainarde, gli altipiani maggiori d'Abruzzo e la Maiella. La sua funzione, che sfruttava il tratto più stretto della penisola italiana e gli ostacoli naturali costituiti dalle montagne appenniniche, era quello di ritardare l'avanzata degli Alleati e di tenerli impegnati affinché non potessero rinforzare la pressione sui fronti orientale e settentrionale.
Venne sfondata il 18 maggio 1944, a fronte dell'avanzata alleata e i tedeschi si dovettero attestare sulla linea Hitler, posta poco più a nord.

## Storia

### Il versante tirrenico

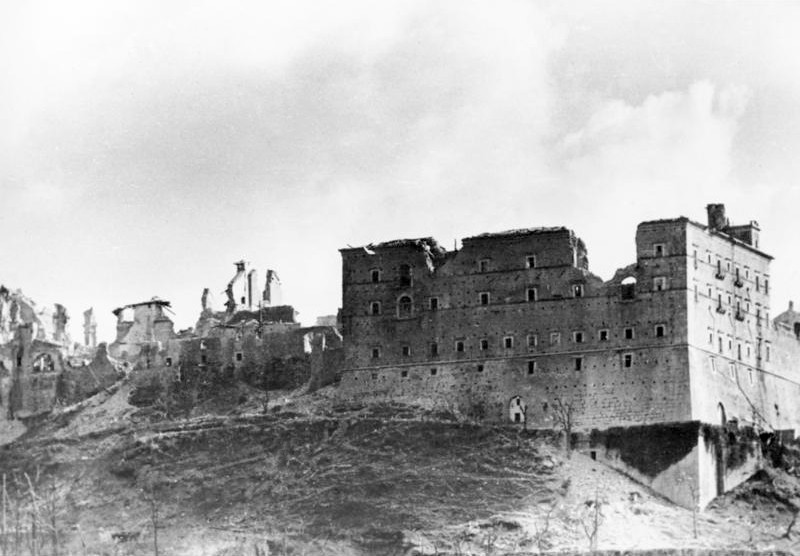
L'abbazia di Montecassino bombardata

Le forze tedesche, dopo lo sbarco a Salerno nel settembre del 1943, furono costrette ad arretrare lungo la penisola, ma opposero una prima resistenza lungo la linea del Volturno e poi la linea Bernhardt - quest'ultima nei pressi di Mignano Monte Lungo. Il motivo di tale scelta fu determinato dalla posizione dominante di Montecassino, posto sull'unica agevole via di accesso dal sud al nord verso Roma: la statale Casilina. I tedeschi, ben appostati nelle loro fortificazioni sui monti, riuscirono a contrastare l'avanzata delle forze alleate.
Dal lato tirrenico, a partire dal 19 luglio 1943 si ebbero ripetuti bombardamenti dell'aeroporto di Aquino ed il 10 settembre di quello stesso anno, due giorni dopo la pubblicità dell'armistizio di Cassibile avvenuta col proclama Badoglio, il bombardamento di Montecassino da parte delle truppe anglo-americane che colse impreparata la popolazione della città di Cassino, distruggendone l'Abbazia e causando molte vittime tra i civili. Aspri combattimenti ci furono per la conquista delle posizioni da San Pietro Infine, a San Vittore del Lazio, a Cervaro, che videro protagoniste le truppe del Primo Raggruppamento Motorizzato dell'Esercito Cobelligerante Italiano, che pure parteciparono battaglia di Montelungo che avvenne nei primi giorni di dicembre per la conquista di Mignano Monte Lungo; l'8 di quello stesso mese le forze alleate penetrarono le difese ed occupare i primi avamposti nemici lungo i fiumi Rapido e Gari, anche se a prezzo di devastazioni e distruzioni del patrimonio storico italiano, poiché nel 1944 durante gli scontri tra il basso Lazio il nord della Campania vennero distrutte la Torre di Capodiferro, il ponte Real Ferdinando sul Garigliano e l'abbazia di Montecassino durante l'omonima battaglia, cui si unirono episodi di violenza generalizzata, come quello delle marocchinate.

### Il versante adriatico
Sul versante adriatico la linea passava lungo il corso del fiume Sangro, ove venne aperto un varco durante la battaglia di Ortona (definita come "la Stalingrado d'Italia"). Nella zona operarono anche alcune formazioni partigiane, oltre alla "Brigata Maiella" che era invece organica al V Corpo d'armata inglese.

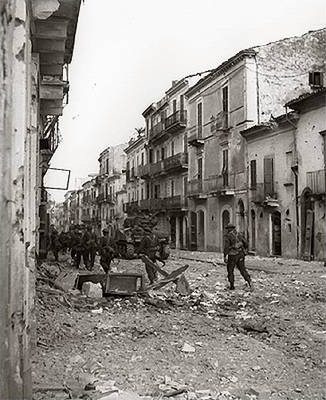
Corso Vittorio Emanuele di Ortona, durante i cannoneggiamenti alleati del 1943

I tedeschi individuarono nove linee d’arresto provvisorie su cui poter guadagnare il maggior tempo possibile per poi arretrare su una decima, ampio dispositivo più fortificato e più difendibile da un punto di vista morfologico, la cosiddetta Linea Gustav o Bernhard che si estendeva, per diversi chilometri anche in profondità, da Gaeta ad Ortona. Nella sua parte più avanzata a nord del fiume Sangro, i Britannici la soprannominarono Linea del Sangro, mentre i tedeschi Linea Sigfrido. Nel settore affidato al LXXVI Panzerkorps lungo la costa adriatica, il generale Traugott Herr, con a disposizione solo la 16ª Divisione Panzer e la 1ª Divisione Paracadutisti, mise in atto concretamente la tattica voluta dal generale Kesselring, disponendo i propri piani per attestarsi il più a lungo possibile su tre posizioni ritardatrici prima di arretrare sulla Gustav-Bernhard: la prima linea difensiva era denominata Barbara e correva da San Salvo fino a Colli a Volturno passando per Lentella e Celenza. La parte orientale correva a ridosso del fiume Trigno e si estendeva in profondità su una seconda linea ritardatrice facente sempre parte della Linea Barbara, che partiva da Vasto e passava per Cupello, Furci e Carunchio. La terza, seppur appartenente al dispositivo della Gustav-Bernhard, era conosciuta come Linea avanzata del Sangro e partiva a sud di Fossacesia e Mozzagrogna per poi passare nell’entroterra a Roccascalegna, Torricella, Gamberale e Castel di Sangro.
I tedeschi, ritiratisi alla fine dell'ottobre 1943 dalla linea sul fiume Trigno presso Vasto, incalzati dall'VIII Armata del generale Bernard Law Montgomery, fecero saltare in aria i ponti sul Sangro, e rastrellarono civili nei paesi attorno Lanciano per le opere di fortificazione. Solo dopo 2 settimane, a causa delle avverse condizioni meteorologiche e di errati bombardamenti su Fossacesia, Mozzagrogna e Lanciano, gli alleati ricostruiscono i ponti e superarono il Sangro, lanciando le offensive verso Lanciano, principale obiettivo militare.
Avendo temporeggiato nell'annientare tutte le guarnizioni tedesche, queste si ritirano a nord, e fortificarono la linea del fiume Moro, tra Ortona, Orsogna e Guardiagrele. 
Le operazioni dei canadesi e neozelandesi, dispiegati da Montgomery per attaccare i tedeschi a Ortona, nella campagna del fiume Moro nei primi di dicembre del '43, durarono fino alla fine dell'anno, senza successo per la conquista di Orsogna e Guardiagrele. 
I tedeschi avevano ricevuto ordine da Hitler di non abbandonare assolutamente la città di Ortona, considerata punto strategico di alta importanza per il mare, e così gli abitanti furono sfollati nelle campagne, e il centro minato e preparato per accogliere con trappole varie gli alleati canadesi. Gli anglo-canadesi, comandati dal generale Vokes, mandato da Montgomery, attaccarono da contrada San Donato, arrivando a piazza di Porta Caldari, penetrando infine al centro, via il corso Vittorio Emanuele, fino alla piazza della cattedrale. Per i combattimenti in ogni vicolo corpo a corpo, e per la difficoltosa conquista della città, quasi rasa al suolo, Ortona fu giudicata come una "Piccola Stalingrado". Anche il comune di Orsogna subì bombardamenti gravissimi nel dicembre del '43,, durante una campagna militare dei neozelandesi. Tuttavia prima del 1944, Orsogna non riuscì ad essere conquistata, a causa dell'orografia del terreno, della cattiva preparazione militare, e dal fatto che i tedeschi occupavano i punti maggiormente strategici. 
Nel dicembre del 1943 fino al giugno dell'anno successivo, la piana della Marrucina (tra Orsogna e Ortona), verrà bombardata dagli Americani e dai tedeschi in ritirata, che mineranno ogni paese con razzie e uccisioni, onde rallentare l'avanzata alleata. I primi centri ad essere distrutti sono Orsogna e Poggiofiorito, con la vicina Crecchio (dove il 9 settembre si era nascosto il re Vittorio Emanuele III nel castello. Orsogna verrà liberata solo nel giugno dell'anno 1944, come detto, con grandi perdite e distruzione quasi totale del paese. 
Successivamente caddero i paesi limitrofi di Miglianico e Tollo. Anche quest'ultimo paese verrà quasi completamente distrutto dai bombardamenti alleati, nel tentativo di cacciare i tedeschi. 
Nel novembre 1943, con l'arrivo degli alleati giunti sia da Fossacesia che da Castel Frentano, i tedeschi, tornando alla linea del Sangro, sono respinti da Lanciano, in una morsa mortale.
La cittadina si era ribellata all'occupazione militare il 6 ottobre e nella repressione che seguì furono uccise 11 persone per rappresaglia, tra cui Trentino La Barba, il capobanda dei giovani lancianesi insorti. I cosiddetti Martiri Lancianesi.
La linea del fronte proseguiva da Lanciano lungo il fiume da Sant'Eusanio del Sangro a Casoli, Gessopalena, Torricella Peligna, Montenerodomo e Pizzoferrato, dalla parte del fiume Aventino verso Lama dei Peligni, Taranta Peligna, Lettopalena, Palena, fino a Roccaraso e Castel di Sangro. I nazisti avevano occupato questi centri, razziati i beni, e in vista dell'avanzata alleata, minato le case e distrutto interi borghi, come Gessopalena, Lettopalena, Taranta. Nel gennaio 1944 a Casoli, sede del comando militare britannico, l'avvocato Ettore Troilo riuscì a costituire con volontari civili il gruppo della Brigata Maiella, che grazie all'aiuto militare alleato e alla conoscenza capillare del territorio occupato dai nazisti, lentamente conquistarono i centri occupati, risalendo il Sangro da Casoli a Torricella, a Pizzoferrato, sino a Castel di Sangro, a Campo di Giove, passando per Sulmona, e seguendo gli alleati sino a Bologna.

### La battaglia del Sangro e la Brigata Maiella

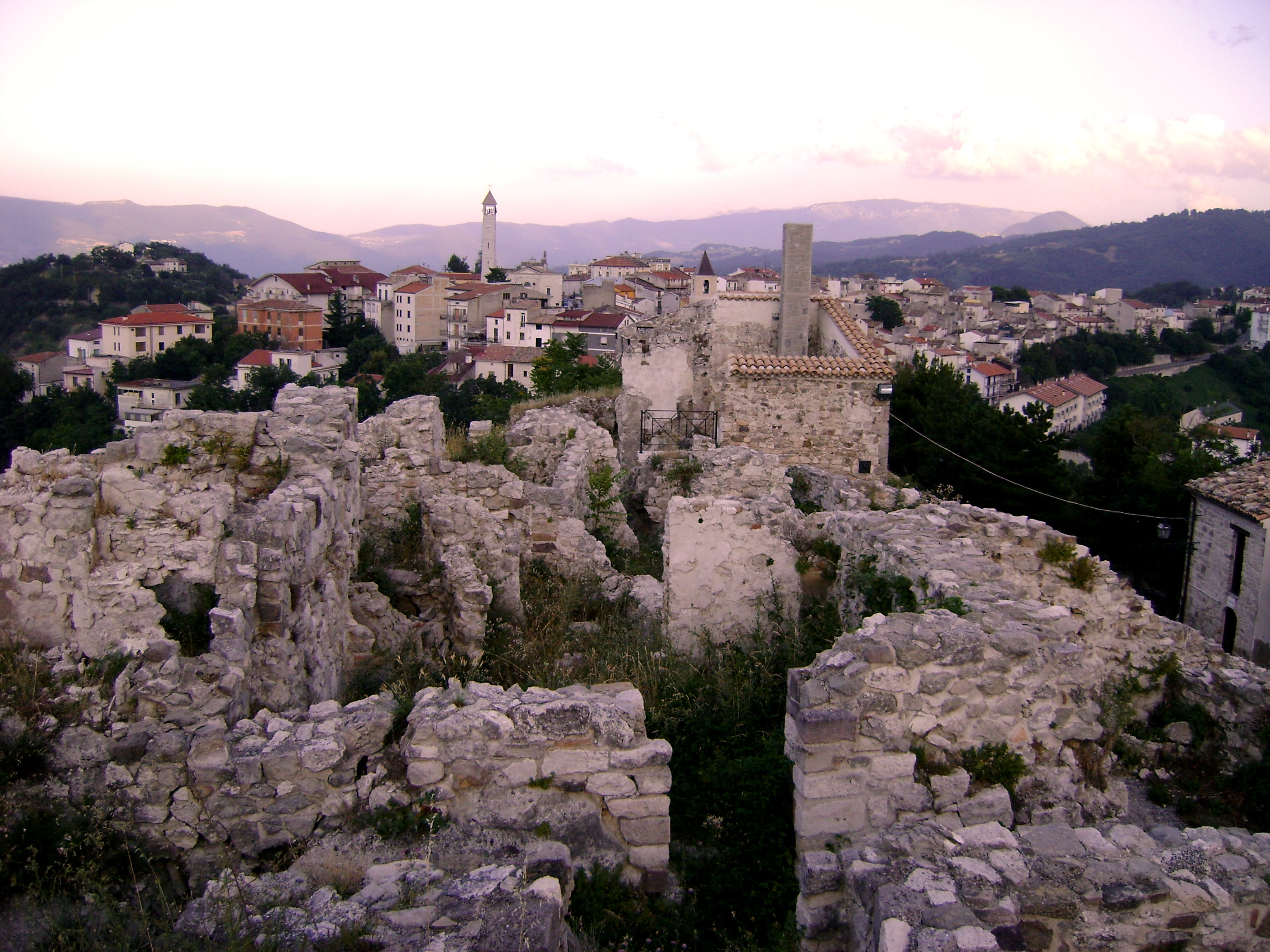
Veduta del borgo vecchio di Gessopalena, distrutto dai tedeschi il primo giorno del 1944

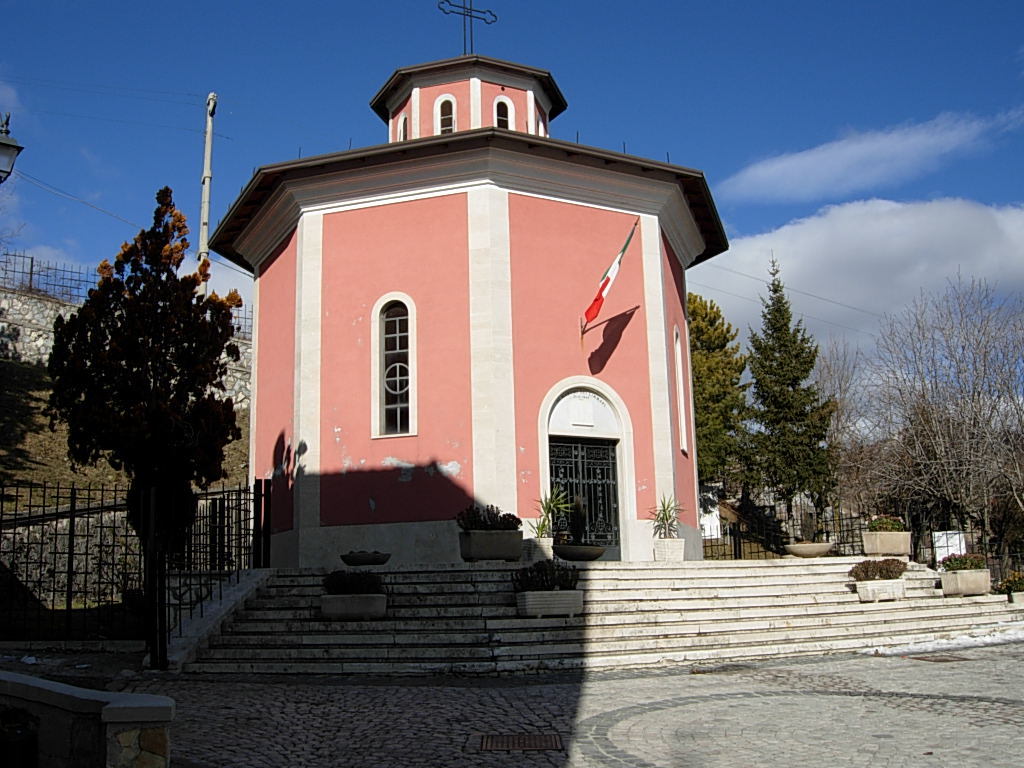
Cappella commemorativa ai martiri dell'eccidio di Pietransieri

Tra il novembre del 1943 e l'aprile del successivo anno, i tedeschi giungono presso la Val di Sangro da Torino di Sangro e Paglieta, nonché da Lanciano. Casoli, paese più popoloso dopo la vicina Atessa, è dichiarata "città libera" per gli sfollati, e così i nazisti raggiungono Gessopalena, dove ai primi del 1944 si consuma l'eccidio di Sant'Agata. Nel tentativo di rallentare gli alleati, i tedeschi adottano infatti la tattica della "terra bruciata". Il borgo roccioso di pietra calcarea della Maiella viene minato dalle fondamenta, con gli abitanti rinchiusi dentro le case, e fatto saltare in aria la notte del primo dell'anno. Successivamente i tedeschi raggiungono Taranta Peligna e Lettopalena, dove mettono in pratica lo stesso procedimento. Il borgo di Lettopalena viene cancellato, mentre il borgo di Taranta viene pesantemente bombardato dagli alleati.
Colledimacine e Torricella vengono bombardate dagli alleati, affinché i tedeschi non possano compiere gli stessi gesti. Gli alleati vengono aiutati dal comandante Ettore Troilo, capo della resistenza partigiana della Brigata Maiella. Tuttavia Torricella perde il castello baronale e numerosi civili, a Palena è fatta saltare in aria la copertura della chiesa di San Falco dagli alleati, mentre è in funzione la messa, e quasi tutto il borgo vecchio di Montenerodomo viene distrutto.
La battaglia proseguirà per Gamberale e Quadri (quest'ultimo minato e fatto brillare dalle truppe tedesche, distruggendo il paese vecchio), e infine a Castel di Sangro (distruzione della parte bassa del paese dal bombardamento alleato), e a Roccaraso. In quest'ultima si compì nel settembre 1943 l'efferato eccidio di Pietransieri. Anche il paese vicino di Roccacinquemiglia viene raso al suolo dai nazisti, nonché una parte di Rocca Pia. Ivi sorgeva una prigione di civili, occupata dagli sfollati di Lettopalena (distante oltre 20 km), costretti dai nazisti a percorrere d'inverno il valico della Forchetta a 1220 metri d'altitudine.

### Lo sfondamento e l'avanzata alleata
Nel marzo 1944 gli alleati riuscirono a spingere indietro i tedeschi, costringendoli a ritirarsi ad Ateleta prima e a San Pietro Avellana poi, fino a raggiungere la valle del Volturno in territorio molisano. Solo a maggio però, a seguito dell'operazione Diadem - cui presero parte il II Corpo polacco, la United States Army North e l'ottava armata britannica - la linea venne espugnata, consentendo l'avanzata delle forze alleate verso la linea Hitler, dove le truppe della Germania nazista si erano nuovamente asserragliate.

## Territorio
I comuni attraversati dalla linea Gustav sono riportati nell'ordine in cui sono stati percorsi dai tedeschi e dagli alleati durante la campagna militare d'Italia del binomio 1943-1944.

### Abruzzo
Ortona, San Vito Chietino, Contrada Caldari, Miglianico, Tollo, Canosa Sannita, Crecchio, Arielli, Poggiofiorito, Frisa, Orsogna, Paglieta, Atessa, Fara San Martino, Gessopalena, Lama dei Peligni, Taranta Peligna, Lettopalena, Colledimacine, Torricella Peligna, Montenerodomo, Palena, Pizzoferrato, Gamberale, Quadri, Castel di Sangro, Alfedena, Roccaraso, Castelguidone.

### Molise
Colli a Volturno, Rionero Sannitico, Isernia, Venafro, Castel San Vincenzo, Rocchetta a Volturno, Scapoli, Monte Pantano, Lagoni

### Campania e Lazio
Mignano Monte Lungo, Minturno, Santa Maria Infante, Cassino, Pico, Ausonia, Coreno Ausonio, Castelforte, Formia, Vallemaio, Gaeta, Vallerotonda, Spigno Saturnia, Campodimele. 

## Cimiteri di guerra
- Cimitero di guerra del Commonwealth di Cassino
- Cimitero militare polacco di Montecassino
- Cimitero militare canadese di Ortona
- Cimitero militare britannico di Torino di Sangro
- Cimitero militare francese di Venafro
- Cimitero inglese di Minturno

## Galleria d'immagini

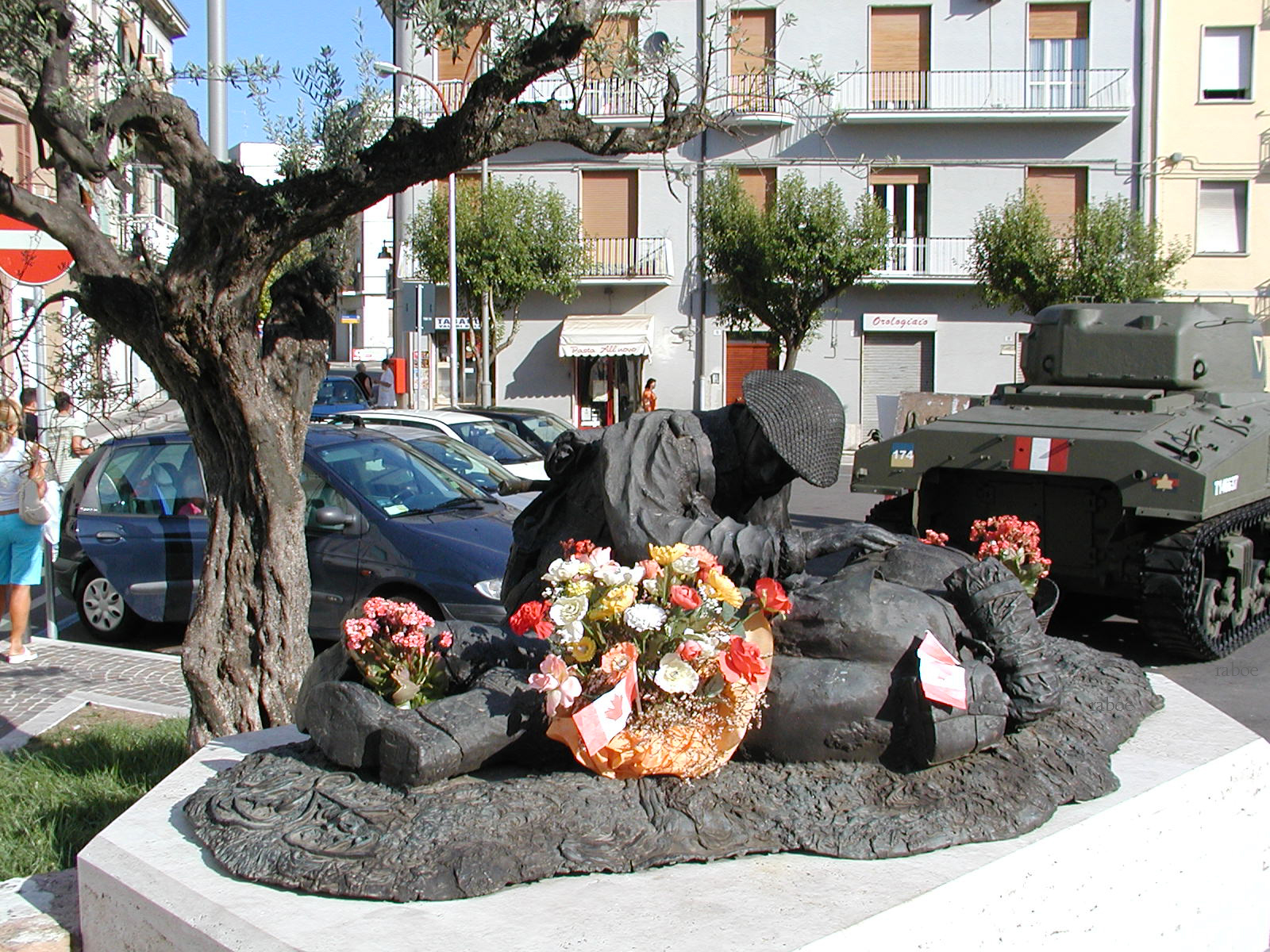
Monumento commemorativo della battaglia di Ortona, piazza Plebiscito, rinominata Piazza Eroi Canadesi.
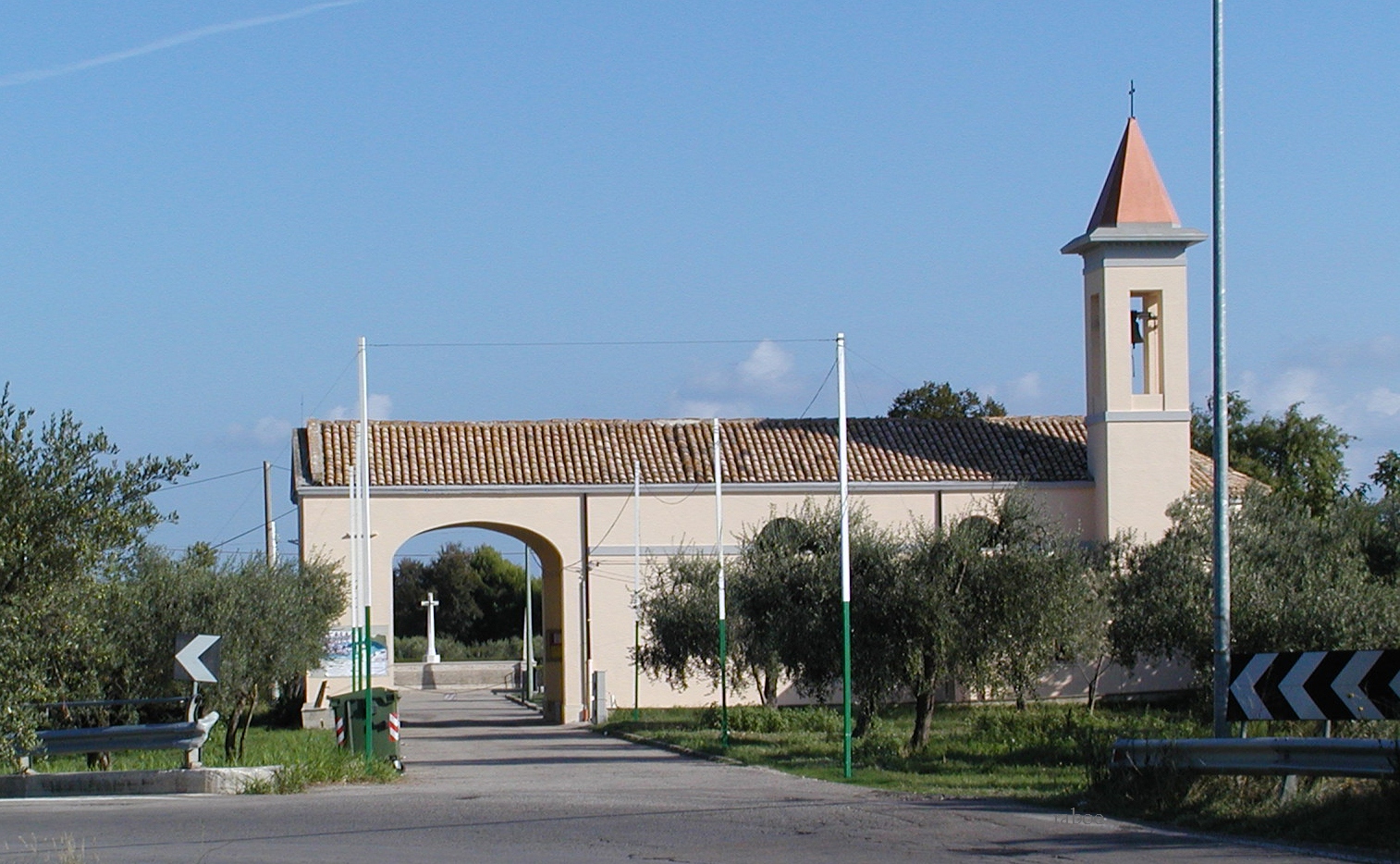
La chiesa di San Donato nel cimitero canadese di Ortona.
Cimitero canadese di Ortona.